# Terremoto di Catania del 1169

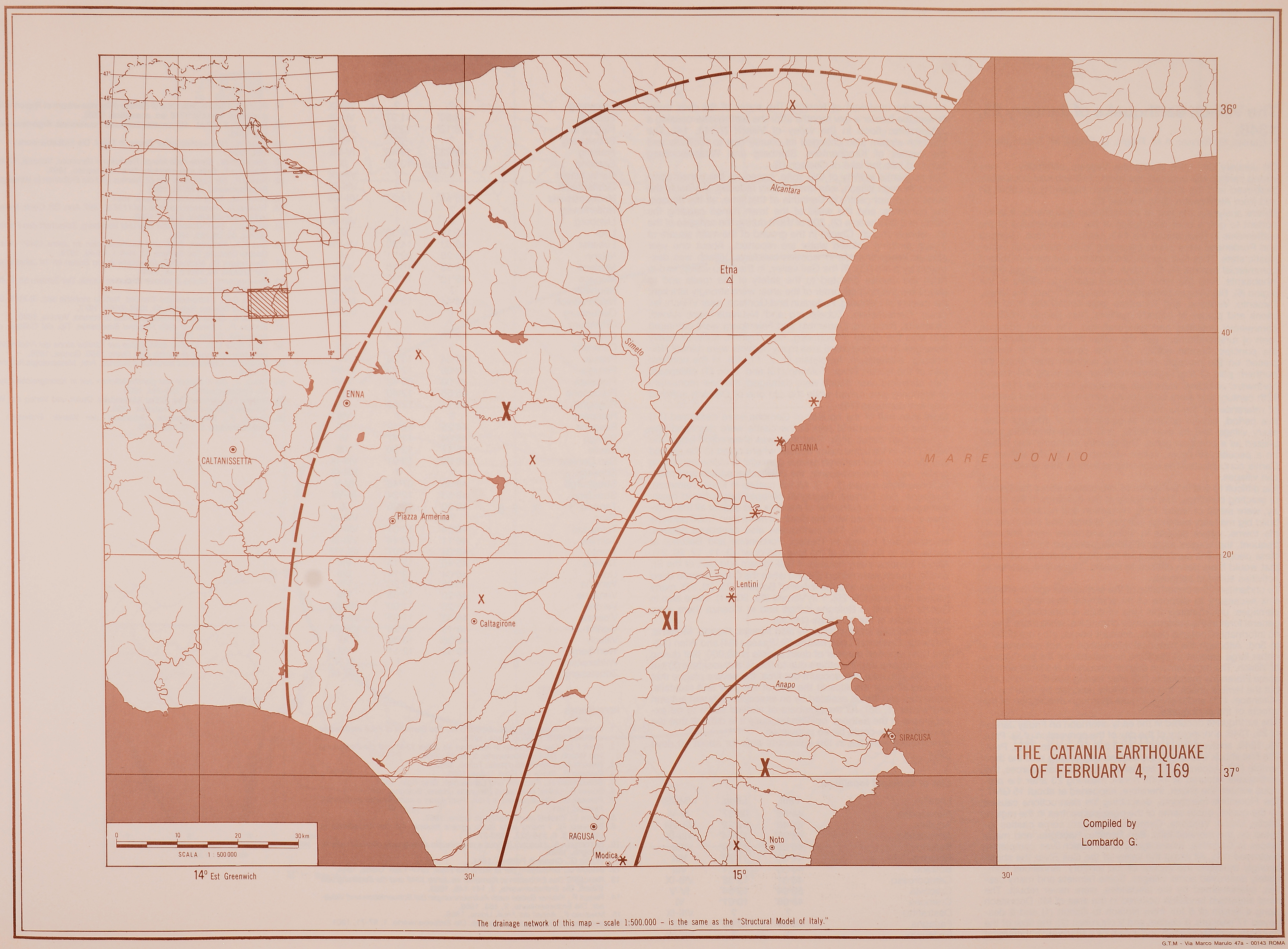
Mappa del terremoto

Il terremoto del 1169 fu un evento sismico catastrofico che colpì Catania, la costa orientale della Sicilia e la Calabria meridionale all'alba del 4 febbraio 1169. Le fonti antiche che ne parlano tuttavia sono fortemente discordanti su molti punti.

## Storia
La scossa raggiunse il X grado della scala MCS e l'epicentro fu individuato nel mare Ionio lungo la costa tra Catania e Siracusa. In base alle testimonianze storiche dell’epoca, la magnitudo momento (Mw) del fenomeno è stata stimata dai ricercatori di geologia storica dell’INGV in 6,6.
Il numero delle vittime si stima oscilli tra le 15.000 e le 20.000 persone . I paesi principali della provincia e le città del Val di Noto, della Piana di Catania e della Val Demone furono falcidiati dal terribile sisma. Le città di Catania, Lentini, Modica e Piazza Armerina è riferito che vennero rase al suolo. Secondo alcune fonti antiche si sarebbe verificata anche un'eruzione dell'Etna con crollo parziale del versante orientale. 
Anche la città di Messina avrebbe subito i danni di un maremoto collegato dall'evento sismico, che si abbatté sulle coste ioniche della Sicilia risalendo per alcuni km il corso del fiume Simeto. La furia delle acque distrusse il villaggio di Casal Simeto che non venne mai più ricostruito.
Un elevato numero di fedeli e del clero catanese, compreso il vescovo della città Giovanni d'Aiello, sarebbe morto sotto il crollo della volta della Cattedrale di Sant'Agata mentre era in corso una funzione religiosa alla vigilia della festa di Sant'Agata che ricorre il 5 febbraio (la cosiddetta "Messa dell'aurora"). Una leggenda afferma che solo quando i catanesi decisero di portare in processione le reliquie della Martire lo sciame sismico si sarebbe arrestato.